# Irene Paleóloga (emperatriz de Bulgaria)
Irene Paleóloga (en griego: Ειρήνη Παλαιολογίνα, búlgaro: Ирина Палеологина) fue una princesa bizantina, la hija mayor del emperador Miguel VIII Paleólogo y la emperatriz Teodora Ducaina Vatatzina, y la emperatriz consorte de Iván Asen III de Bulgaria.

## Biografía
Temiendo el rápido éxito de la rebelión de Ivailo en Bulgaria, Miguel VIII Paleólogo convocó a Iván Asen, un descendiente de la dinastía gobernante búlgara que vivía en el Imperio bizantino, le concedió el título de déspota, y lo casó con Irene en 1277 o 1278. Miguel VIII luego envió varios ejércitos bizantinos para intentar instalar a Iván Asen III en el trono de Bulgaria. Esto causó una alianza entre Ivailo y la viuda emperatriz búlgara María Cantacucena, la emperatriz viuda se casó con Ivailo, quien fue reconocido como emperador de Bulgaria en 1278, sin deponer o desheredar al joven Miguel Asen II. Aunque Ivailo derrotó a varios de los intentos de Miguel VIII, fue bloqueado por tres meses en Drăstăr (Silistra) por los aliados mongoles de Miguel VIII. Durante ese momento una fuerza bizantina sitió la capital búlgara de Tarnovo y, al oír un rumor de la muerte Ivailo en la batalla, la nobleza local se rindió y aceptó a Iván Asen III como emperador en 1279 e Irene se convirtió en la nueva emperatriz consorte de Bulgaria.
Aunque la antigua zarina María Cantacucena y su hijo fueron enviados al exilio en Bizancio, Iván Asen III e Irene no pudieron hacer valer sus derechos en todo el país. Autores bizantinos afirman que el zar y la zarina no se sentían cómodos viviendo en un palacio que había sido rodeada por enemigos. Ivailo reapareció ante los muros de la capital y derrotó a dos intentos bizantinos para ayudar a Iván Asen III. Desesperados por el éxito, en 1280 Iván Asen e Irene huyeron secretamente a Tarnovo con tesoros seleccionados de la tesorería del palacio, incluyendo las piezas capturadas de las derrotas de los emperadores bizantinos en victorias anteriores. Llegando a Mesembria (Nesebar), la pareja imperial partió para Constantinopla, donde el furioso Miguel VIII se negó a recibirlos durante días por su cobardía.
Jorge Paquimeres registra que en 1305 Irene Paleóloga intentó organizar un motín contra su hermano Andrónico II Paleólogo, en venganza por el asesinato de su yerno Roger de Flor. El complot fue descubierto e Irene fue puesta bajo arresto domiciliario.

## Matrimonio y descendencia
Por su matrimonio con Iván Asen III, Irene Paleóloga tuvo los siguientes hijos:
1. Miguel Asen, emperador titular de Bulgaria.
2. Andrónico Asen, el padre de Irene Asanina, esposa de Juan VI Cantacuceno.
3. Isaac Asen.
4. Manuel Asen.
5. Constantino Asen.
6. Teodora Asenina, quien se casó con Fernán Jiménez d'Aunez y luego con Manuel Tagares.
7. María Asenina, quien se casó con Roger de Flor.